# Filosofia della chimica
La filosofia della chimica prende in considerazione la metodologia e i presupposti fondamentali della scienza della chimica. Per gran parte della sua storia la filosofia della scienza è stata dominata dalla filosofia della fisica, tuttavia le questioni filosofiche emerse dalla chimica hanno ricevuto, a partire dall'ultima parte del XX secolo, un'attenzione crescente.

## I fondamenti della chimica
Le principali questioni filosofiche di questa disciplina sorgono non appena si tenta di definire la chimica e ciò che essa studia. Atomi e molecole sono spesso assunti come unità fondamentali della teoria chimica, tuttavia le descrizioni tradizionali della struttura molecolare e del legame chimico non sono in grado di spiegare le proprietà di molte sostanze, tra cui i metalli, i complessi e l'aromaticità.
Inoltre, i chimici fanno spesso uso di entità chimiche inesistenti come le strutture di risonanza per spiegare la struttura e le reazioni di diverse sostanze; questi strumenti esplicativi usano il linguaggio e la rappresentazione grafica delle molecole per descrivere il comportamento delle sostanze chimiche e le reazioni chimiche che in realtà non si comportano come semplici molecole.
Alcuni chimici e filosofi della chimica preferiscono pensare alle sostanze in quanto unità fondamentali dello studio in chimica, piuttosto che alle microstrutture. Non c'è sempre una corrispondenza biunivoca tra due metodi per classificare le sostanze. Ad esempio, molte rocce esistono come minerali complessi, composti di una molteplicità di ioni che non si presentano in proporzioni o relazioni spaziali fisse.
Un altro problema filosofico viene posto con la seguente domanda: la chimica è lo studio delle sostanze o delle reazioni? Gli atomi, anche in un solido, sono in moto perpetuo e, a determinate condizioni, molte sostanze chimiche reagiscono spontaneamente per formare nuovi prodotti. Numerose variabili ambientali influenzano le proprietà di una sostanza, comprese la temperatura, la pressione, la vicinanza ad altre molecole e la presenza di un campo magnetico. Come afferma Schummer: «I filosofi della sostanza definiscono una reazione chimica dal cambiamento di alcune sostanze, mentre i filosofi del processo definiscono una sostanza dalle sue reazioni chimiche caratteristiche».
I filosofi della chimica discutono di questioni relative alla simmetria e alla chiralità in natura. Le molecole organiche (ossia basate sul carbonio) sono quelle più spesso chirali. Gli amminoacidi, gli acidi nucleici e i glucidi, che si trovano tutti esclusivamente come enantiomeri negli organismi, sono le unità chimiche di base della vita. Chimici, biochimici e biologi discutono delle origini di questa omochiralità. I filosofi dibattono invece su quanto attiene alle origini di questo fenomeno, ovvero se appaia contingentemente in ambienti racemici privi di vita, o se concorrano altri processi. Taluni argomentano che la risposta possa essere trovata solo nel confronto con la vita extraterrestre, se mai ci si possa imbattere in essa; altri si chiedono se non vi sia un'assunzione immotivata alla radice della concezione della natura come simmetrica, provocando una resistenza verso qualsiasi prova contraria.
Uno degli argomenti più ricorrenti è la determinazione di quanto estesa sia la capacità della fisica (specialmente la meccanica quantistica) di dar ragione dei fenomeni chimici. Ovvero: la chimica può essere ridotta alla fisica, come molti ammettono, o vi sono lacune incolmabili? Alcuni autori hanno recentemente suggerito che vi sia un certo numero di difficoltà nell'approccio riduzionista, nonostante la nostra crescente conoscenza del "microcosmo". La stessa linea fu già battuta dal celebre filosofo Karl Popper.

## Filosofi della chimica
Negli ultimi anni diversi filosofi e scienziati hanno dedicato particolare attenzione ai problemi della filosofia della chimica, in particolare sono da ricordare il filosofo olandese Jaap van Brakel (autore di The Philosophy of Chemistry) e il maltese Eric Scerri (editore della rivista «Foundations of Chemistry» e autore di varie pubblicazioni sull'argomento).  Scerri è particolarmente interessato ai principi filosofici che fondano la tavola periodica degli elementi, e al modo in cui in essa vengono a intersecarsi fisica e chimica, questione a suo parere meritevole di indagini non solo scientifiche, ma anche filosofiche.
Sebbene per altre branche della scienza gli studiosi del metodo spesso non siano anche gli addetti ai lavori, in chimica (e in particolare nella chimica organica), il metodo e i principi filosofici sono spesso studiati da ricercatori attivi nella sperimentazione. Ad esempio Elias James Corey ha sviluppato il concetto di retrosintesi e ha pubblicato La logica della sintesi chimica, volume che analizza criticamente questi processi di pensiero e indaga sulla sintesi assistita da computer. Altri chimici, come K.C. Nicolaou (coautore di Classics in Total Synthesis), hanno seguito il suo esempio.